# Szczeżuja spłaszczona
Szczeżuja spłaszczona (Pseudanodonta complanata) – europejski gatunek małża z rodziny skójkowatych (Unionidae), występujący głównie w naturalnych, czystych rzekach. Na niektórych obszarach, w tym i w Polsce, zanika. Uznany za gatunek narażony (VU) przez IUCN. Na terenie Polski jest objęty częściową ochroną gatunkową.

## Systematyka
Gatunek należy do rodziny skójkowatych (Unionidae) (jest jednym z siedmiu występujących w Polsce gatunków tej rodziny). Opisany przez E. A.Rossmässlera na podstawie okazów pochodzących z Elstery, Łaby i Dunaju, i włączony przez niego do rodzaju Anodonta. W 1877 r. J. M.-R. Bourguignat zasugerował włączenie jej do opisanego przez siebie rodzaju Pseudanodonta, do którego jako gatunek typowy przyporządkował ją Westerlund w 1902 r. W Polsce znana pod nazwą zwyczajową jako szczeżuja spłaszczona. Nazwa zwyczajowa odnosi się do kształtu muszli, która, w porównaniu do innych szczeżui, nawet u osobników dorosłych jest stosunkowo płaska.

## Występowanie
Gatunek występujący w Europie Zachodniej i Środkowej: w wodach śródlądowych zlewni basenu Morza Bałtyckiego oraz w dorzeczu Dwiny należącej do zlewni Morza Białego. Występuje również w rzekach zlewni Oceanu Atlantyckiego: stwierdzony w dorzeczu Renu, podawany też z Belgii i Wielkiej Brytanii. Ponadto notowany w zlewni Morza Czarnego w dorzeczach: Dunaju, Dniestru, Dniepru, Donu, Kubania, jak również z basenu Wołgi i Uralu należących do zlewiska Morza Kaspijskiego. W Polsce jej stanowiska są rozprzestrzenione szeroko, zwłaszcza na terenach nizinnych, ale występuje rzadko. Stwierdzono ją także w Zalewie Wiślanym i wodach Pobrzeża i Pomorza.

## Budowa

### Cechy morfologiczne

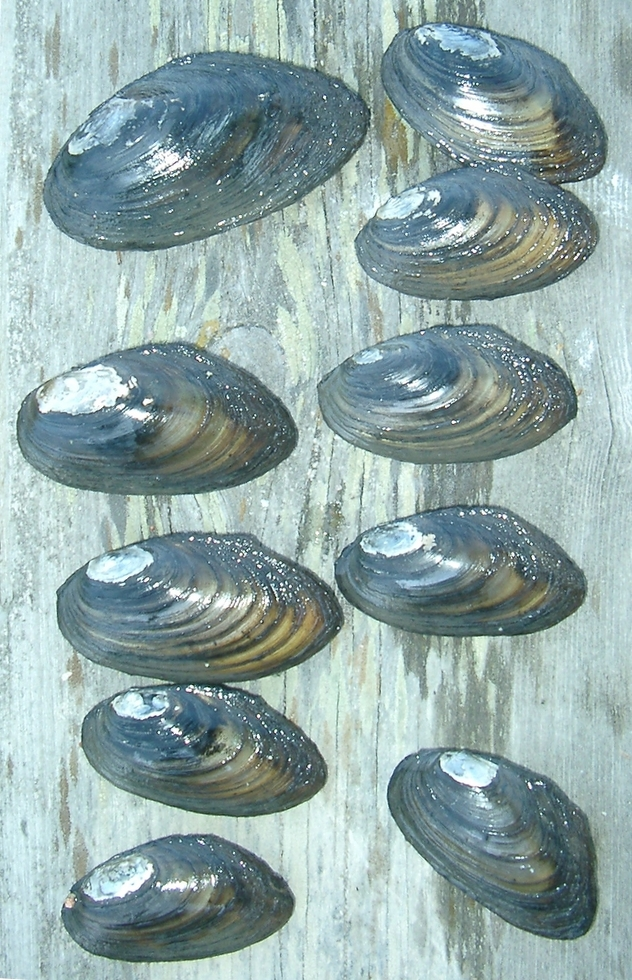
Muszle szczeżui spłaszczonej.

Muszla w zarysie owalna lub wąskojajowata, wydłużona, delikatna, cechą charakterystyczną jest to, że nawet u osobników dorosłych jest płaska. Brzeg grzbietowy muszli prosty lub lekko wznoszący się za wierzchołkami, a brzuszny zaokrąglony. Końce przedni i tylny muszli klinowate, koniec tylny szerszy niż przedni. Linie przyrostu na powierzchni zewnętrznej są delikatnie zaznaczone. Rzeźba wierzchołków w postaci krótkich, falistych zgrubień, nie zawsze zgodnych z liniami przyrostów. Skrzydełko słabo zaznaczone lub jego brak. Muszla bez zamka, więzadło wąskie i długie, sięgające od wierzchołka muszli do jej wygięcia grzbietowego. Wewnątrz muszla jest gładka, odciski przednich mięśni zwieracza muszli i wciągacza nogi połączone, mają kształt owalu z małym uchyłkiem. Odciski tylnego mięśnia zwieracza muszli i tylnego mięśnia wyciągacza nogi są połączone. Barwa muszli bardzo jasna.
Wymiary muszli: długość 50–100 mm, wysokość 25–45 mm, szerokość 15–20 mm.
Skrzela stosunkowo wąskie, płaty wewnętrzne zwężają się ku tyłowi i są zakończone tępo, płaty zewnętrzne są wąskie, z brzegiem grzbietowym wygiętym w dół, poszerzonym po stronie brzusznej. W żołądku cechą charakterystyczną jest brak powierzchni sortującej sor8´ (jest sor8).

## Biologia i ekologia

### Zajmowane siedliska
Małż ten występuje w płytkich rzekach i kanałach o podłożu piaszczystym lub piaszczysto-żwirowym, o bardzo czystych wodach z odpowiednią zawartością glonów. Stwierdzany także w wolno płynących strefach większych rzek oraz w zatokach i w pobliżu brzegów większych zbiorników. Zasiedla tam piaszczyste, pozbawione mułu podłoże. Szczeżuja spłaszczona jest małżem słodkowodnym, ryjącym w dnie. Żyje prawie całkowicie zakopana w osadach dennych, tylko czubki syfonów wystawia ponad powierzchnię dna. Występuje do głębokości 11 m. Jest wrażliwa na zanieczyszczenie wody i eutrofizację.

### Odżywianie
Odżywia się odfiltrowując pokarm, którym jest seston, z wody.

### Rozmnażanie
Gatunek rozdzielnopłciowy, przy czym samce osiągają nieco większe rozmiary ciała niż samice, proporcje samców do samic w populacjach kształtują się jak 1:2,5. Rozród rozpoczyna się w maju, kończy się w marcu/kwietniu następnego roku. Podobnie jak u pozostałych Unionidae, występuje specyficzna forma opieki nad potomstwem: składane jaja trafiają do płatów zewnętrznych skrzeli i tam są zapładniane przez plemniki, które zostały wciągnięte ze strumieniem wody z zewnątrz. Larwy (glochidia) wyrzucane są przez osobniki rodzicielskie do toni wodnej najwcześniej w styczniu. Płodność może sięgać do 5000-50000 osobników potomnych rocznie, w zależności od wielkości osobnika rodzicielskiego. Żywicielem glochidiów mogą być: pstrąg potokowy (Salmo trutta m. fario), ciernik (Gasterosteus aculeatus), jazgarz (Gymnocephalus cernuus), cierniczek (Pungitius pungitius), okoń (Perca fluviatilis), sandacz (Stizostedion lucioperca), pstrąg tęczowy (Oncorhynchus mykiss). Pasożytująca larwa otacza się cystą, po przekształceniu się w młodocianego małża zdolnego do samodzielnego życia odczepia się od żywiciela i przechodzi do życia w osadach dennych. Długość życia wynosić może 8 do 18 lat.

## Zagrożenia i ochrona
Pomimo że szczeżuja spłaszczona jest szeroko rozprzestrzeniona, populacje cechuje wyspowe rozmieszczenie, zagęszczenia osobników są niewielkie, miejscami liczebności populacji maleją czy wręcz zanikają. Na czerwonej  liście IUCN miała w 2015 roku status gatunku narażonego (VU). Ponieważ zanikła (lub zanika) w wielu krajach Europy Zachodniej i Środkowej, została wpisana na lokalne listy gatunków zagrożonych (m.in. we Francji, Niemczech, Czechach, Słowacji, Białorusi, Szwecji i Estonii). W Polsce szczeżuja spłaszczona jest gatunkiem rzadkim, objętym częściową ochroną gatunkową. W Polskiej czerwonej księdze zwierząt. Bezkręgowce została zaliczona do kategorii gatunków zagrożonych (EN).
Podanie dokładnej wielkości polskiej populacji tego małża nie jest obecnie możliwe, a zagrożenia tego gatunku nie są do końca rozpoznane. Wydaje się jednak, ze znaczące zagrożenie dla tego gatunku stwarza zanieczyszczenie wód oraz ich eutrofizacja, na którą szczególnie wrażliwe są młode małże. Regulacja rzeki i ich hydrotechniczna zabudowa są przyczyną niszczenia poszczególnych ich siedlisk. Zagrożenie stanowić może pozyskiwanie osobników tego gatunku z natury do zasiedlania przydomowych oczek wodnych.
Skuteczna ochrona szczeżui spłaszczonej wymaga przede wszystkim utrzymywania rzek w stanie naturalnym i zadbania o czystość ich wód.